# Corynostylis volubilis
Corynostylis volubilis är en violväxtart som beskrevs av L. B. Smith och Fernandez-perez. Corynostylis volubilis ingår i släktet Corynostylis och familjen violväxter. Inga underarter finns listade i Catalogue of Life.